# Akkarampalle
Akkarampalle is een census town in het district Tirupati van de Indiase staat Andhra Pradesh. 

## Demografie
Volgens de Indiase volkstelling van 2001 wonen er 20.325 mensen in Akkarampalle, waarvan 51% mannelijk en 49% vrouwelijk is. De plaats heeft een alfabetiseringsgraad van 62%. 